# Беренс, Джо
Йохан Якобюс (Джо) Беренс (нидерл. Johan Jacobus "Jo" Behrens; 21 декабря 1928, Амстердам, Нидерланды — 20 ноября 2000) также известный как Йоп Беренс (нидерл. Joop Behrens) — нидерландский футболист, игравший на позициях полузащитника и защитника, выступал за амстердамские команды «Аякс» и ВВА.

## Биография
Родился в декабре 1928 года в Амстердаме. У него была сестра-близнец Антойнетта Мария. Отец — Йохан Беренс, мать — Герритье ван Дейк. Оба родителя были родом из Амстердама, они поженились в июле 1928 года в Амстердаме — на момент женитьбы отец был помощником мясника.
В 1942 году вступил в футбольный клуб «Аякс» в качестве кандидата. Летом 1947 года был переведён в юниоры. В основном составе «Аякса» дебютировал в возрасте двадцати трёх лет. Первый матч в чемпионате Нидерландов провёл 7 сентября 1952 года против клуба ВСВ, выйдя на замену вместо Ко Бауэнса. Ведя в гостях по ходу встречи со счётом 1:2, амстердамцы упустили победу в самом конце матча, пропустив два гола за две минуты. В дебютном сезоне провёл в чемпионате шесть матчей.
В сезоне 1953/54 продолжал выступать за резервные команды «Аякса», и лишь в 1955 году вернулся в основной состав, сыграв два матча в чемпионате. В двенадцатом туре 6 марта он вышел в стартовом составе в гостях против ВВВ. Во втором тайме Беренса заменил Роб Дюккер, проводивший свой первый матч за «Аякс», а встреча завершилась вничью — 0:0. В последний раз за «красно-белых» сыграл 22 мая 1955 года против клуба БВВ.
В июле 1955 года был выставлен на трансфер. В октябре получил разрешение на переход в клуб ВВА, где играл вместе с бывшим одноклубником Ханом Велдером. В 1961 году стал секретарём клуба ВВА.
Женился в возрасте двадцати семи лет — его супругой стала Теа Пап. Их брак был зарегистрирован 2 июля 1956 года. В 1978 году переехал с семьёй в Ландсмер.
Умер 20 ноября 2000 года в возрасте 71 года.